# Amrit Sanskar

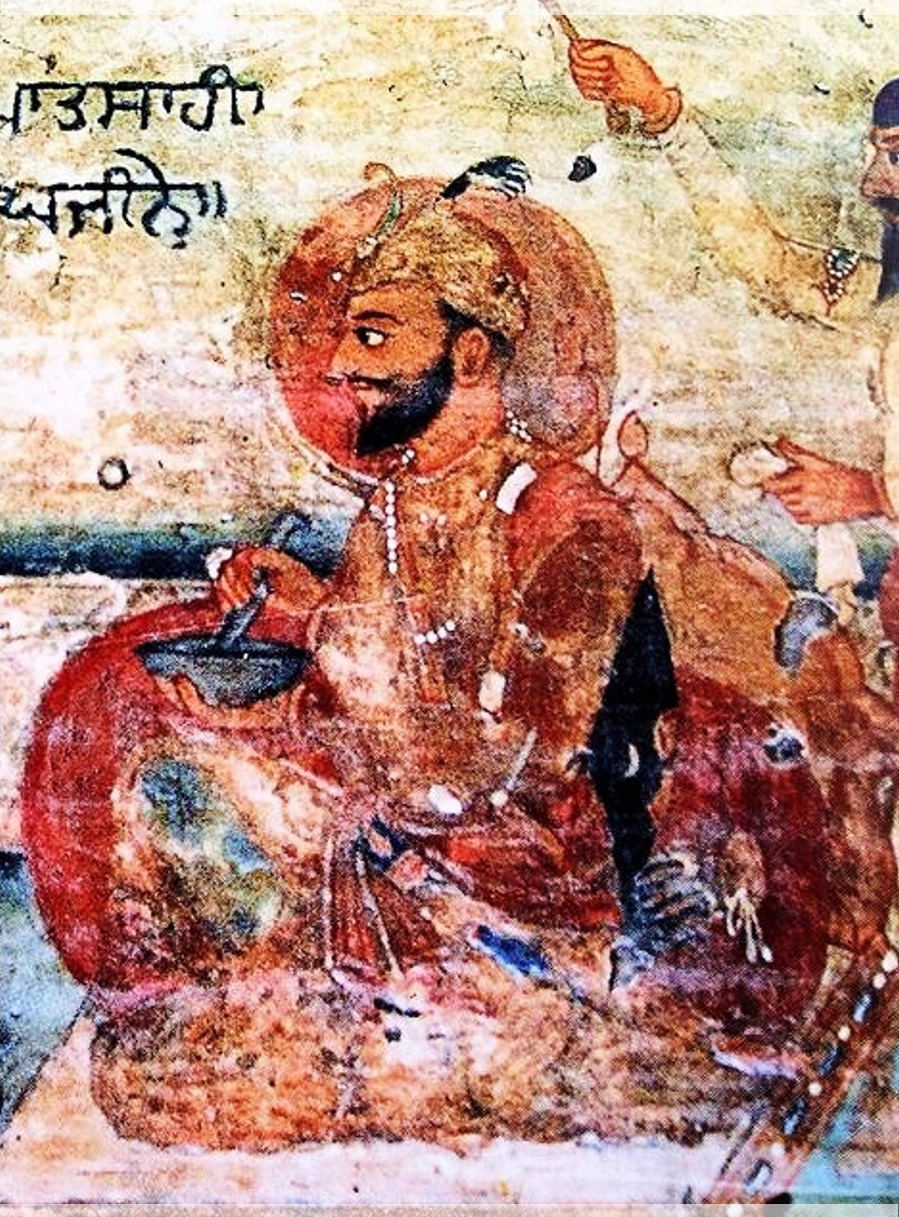
Guru Gobind Singh préparant l'amrit. Fresque provenant de la structure de l'Akal Takht (pré -1984). De plus amples détails peuvent être vus sur la fresque de Panj Piare et Mata Jito ajoutant des cristaux de sucre dans la formule.

L'Amrit Sanskar connu sous le nom de Amrit Pahul, Khande di Pahul ou tout simplement Pahul est la cérémonie d'initiation d'entrée dans l'ordre des sikhs plus spécialement dans la Khalsa, la communauté. Traduit par baptême, le mot Pahul vient étymologiquement de « pahu » qui signifie agent qui éclaire ou agent lumineux.
Cette tradition a connu deux phases : lors de l'époque de Guru Nanak, (1469-1539), le Guru fondateur du sikhisme, Charan Amrit ou pagpahul était la coutume qui se pratiquait avec de l'eau touchée par les pieds du maitre.
À l'occasion de l'inauguration du Khalsa, Guru Gobind Singh, en 1699, a présenté une nouvelle façon de baptiser et d'initier le croyant.

## La cérémonie d'Amrit Sanskar
Le Guru Granth Sahib, le livre saint des sikhs, considéré comme le gourou immortel, doit être posé sur son autel. Il s'agit alors de remplir un bol de fer avec de l'eau propre et des cristaux de sucre ; ensuite elle est remuée avec l'épée à deux tranchants, le Khanda, tout en récitant les Cinq Banis. Le baptisé est assis avec le genou droit à terre, le gauche levé, l'officiant lui verse de l'eau dans les mains, il la boit en récitant une prière. De l'eau bénite est aussi versée sur le visage et sur les cheveux. Diverses paroles rituelles sont récitées ainsi que des prières. Il n'y a pas d'âge requis pour être baptisé d'après l'Amrit Sanskar, cependant il est conseillé d'être assez mature pour comprendre la signification de cette cérémonie. Pour autant, elle est pratiquée quelquefois sur des enfants .

## Les Prières dites
Voici deux prières ou mantras récités pendant la cérémonie:
La Mul Mantra est récitée après la cérémonie. Une de ses traductions est celle-ci:
« L'Être divin est un, son nom est Vérité. Son Essence imprègne tout, il a tout créé, sans peur, sans haine. Il n'est pas assujeti au temps, au-delà de la naissance et de la mort; Il se manifeste par lui-même, et est connu par la grâce du gourou. »
L'officiant dit alors: « À partir de maintenant votre existence en tant qu'individus ordinaires a cessé, et que vous êtes membres de la confrérie du Khalsa. Votre père religieux est le gourou Gobind Singh (le dixième et dernier Guru, fondateur de la Khalsa) et Mata Sahib Kaur votre mère. Votre lieu de naissance spirituelle est Keshgarh Sahib, (lieu de naissance du Khalsa), et votre maison Anandpur Sahib (le lieu où le gourou Gobind Singh a inauguré le Khalsa)...»

## Source
- L'encyclopédie du sikhisme en anglais http://www.sikhiwiki.org/index.php/Pahul